# Nebezpečný stav
Nebezpečný stav (v anglickém originále Dramatis Personae) je v pořadí osmnáctá epizoda první sezóny seriálu Star Trek: Stanice Deep Space Nine.

## Příběh
Kira Nerys podezřívá valerijskou lodi z pašování dolemitových zbraní Cardassianům, ale komandér Benjamin Sisko odmítne bez konkrétních důkazů loď zadržet. V tom z červí díry přilétá poškozená klingonská loď, z níž se na stanici stihne přenést jeden pasažér a loď pak exploduje. Během pár sekund Klingon po výkřiku „Vítězství!“ umírá. Jelikož šlo jen o průzkumnou loď, posádka začne věc vyšetřovat. Při výslechu Quarka má Odo podivný záchvat a omdlí.
Probudí se na ošetřovně a doktor Bashir není schopen určit, co se stalo. Přitom má Bashir narážku na začínající spor mezi Siskem a Kirou. Když se ho Odo zeptá na podrobnosti, Bashir odvětí, že je příliš brzy k někomu se přidat. Kira najde důkazy proti Valerianům, ale Sisko odmítne zkonfiskovat jejich náklad. Mezitím se Dax a O'Brien vydávají do kvadrantu gama hledat chybějící záznamové zařízení z klingonské lodi.
Během letu probírají problémy na stanici a O'Brien se postaví na stranu Siska. Po nalezení zařízení a návratu na stanici se Kira snaží získat Dax na svou stranu. Zatímco ostatní se rozhodují, Dax tato věc nezajímá. Když Kira zjistí, že Quark je poslouchá, skoro ho zabije. Quark si přichází postěžovat Odovi a když mu řekne, co se stalo, ten se začne zajímat o situaci na stanici a rozhodne se promluvit se Siskem. V jeho kanceláří je zrovna O'Brien, který mu přehrává záznamy z klingonské lodi. Odo pak soukromě mluví se Siskem a upozorňuje ho, že na stanici dochází k podobné situaci jako na lodi Klingonů. Ale Sisko začne skládat hodinový strojek a nic jiného ho nezajímá.
V Odově kanceláři čeká Kira a snaží se ho získat pro plán odstranit Siska a O'Briena. Odo předstírá souhlas a pak podrobněji zkoumá klingonské záznamy. Zjistí, že před započetím vzpoury na lodi posádka objevila sbírku energetických koulí obsahující telepatické otisky dávného sporu o moc, který zničil celou rasu. Odo navštíví Bashira, který potvrdí, že jde o příčinu nezvyklého chování posádky s tím, že Odo jediný není ovlivněn, protože není humanoid.
Bashir vyvine způsob, jak odstranit telepatické signály z posádky a Odo poté naláká všechny do zavazadlového prostoru, kde aktivuje Bashirův lék. Jakýsi purpurový oblak plynu se vynoří z těl členů posádky a Odo pak otevře vrata a dekomprese oblak vysaje do vesmíru.

## Zajímavosti
- Hodiny, které Sisko postaví v době, kdy je pod cizím vlivem, jsou v dalších epizodách vidět jako dekorace jeho pracovny.